# Malinconico autunno
Malinconico autunno è un film del 1958 diretto da Raffaello Matarazzo.
Film di genere melodrammatico, l'ultimo in cui Matarazzo diresse la coppia Yvonne Sanson-Amedeo Nazzari.

## Trama
Andrea, capitano di un mercantile, aiuta un bambino orfano, Luca, a uscire da un guaio: il piccolo è rimasto coinvolto in una burla, organizzata da altri bambini, che ha prodotto dei danni alla scuola elementare che frequenta. La madre, Maria, dovrebbe risarcire la scuola, ma Andrea, diventato amico del bambino, si offre di pagare lui i danni e, in seguito, s'innamora della madre.
La donna ben presto ricambia i sentimenti, mentre Andrea, che fino a quel momento si era prestato a traffici di contrabbando, decide di intraprendere una vita onesta. Il vice-capitano Giacomo però non vuole rinunciare ai guadagni illeciti e spinge l'equipaggio ad un ammutinamento, durante il quale Luca rimane ferito. Luca infine guarisce e Maria e Andrea si sposano.

## Produzione
Girato in coproduzione con la Spagna, venne realizzato negli studi Chamartin di Madrid e Orphea di Barcellona. Venne iscritto al Pubblico registro cinematografico con il n. 1.950. Presentato alla Commissione di Revisione Cinematografica il 28 luglio 1958, ottenne il visto censura n. 27.455 del 30 luglio 1958, con una lunghezza della pellicola di 2.850 metri..

## Distribuzione
Il film venne distribuito nel circuito cinematografico italiano il 7 agosto del 1958.
Venne in seguito proiettato in Spagna, Paese co-produttore, col titolo Café de Puerto, a partire dal 2 marzo del 1959 .

## Accoglienza
L'incasso fu di 189.000.000 di lire dell'epoca, molto deludente se paragonato agli introiti dei precedenti melodrammi sentimentali di Matarazzo interpretati dalla coppia Nazzari-Sanson, segno che il filone strappalacrime (già da tempo entrato nella sua fase decadente) era ormai giunto al suo capolinea.